# Agitação psicomotora
Agitação psicomotora é uma série de movimentos involuntários e sem propósito que resultam da tensão mental e ansiedade de um indivíduo, incluindo ações como andar em volta de um comodo, puxar a roupa e coloca-la de volta, entre outras ações semelhantes. Em casos mais graves, os movimentos podem tornar-se prejudicial ao indivíduo, tais como rasgar ou mastigar a pele em torno de unhas ou lábios até o ponto de sangramento. A agitação psicomotora é um sintoma tipicamente encontrado em pacientes de depressão nervosa ou transtorno obsessivo-compulsivo, e algumas vezes em portadores de distúrbio bipolar, embora possa também ser um resultado de uma ingestão excessiva de estimulantes. Indivíduos de meia-idade e idosos correm mais risco de sofrer desta condição. [carece de fontes?].